# Reziprozität (Soziologie)
Reziprozität bedeutet Gegenseitigkeit oder Wechselbezüglichkeit und stellt ein Grundprinzip menschlichen Handelns dar (auch Prinzip der Gegenseitigkeit).
Abgeleitet wird der Begriff aus dem Lateinischen (reciprocare bzw. reciprocus) und kann folgende Bedeutungen haben: aufeinander bezüglich, gegenseitig oder wechselseitig, im umgekehrten Zusammenhang zueinander stehend.
In zahlreichen soziologischen Theorien werden gleichartige Fragen auch unter dem Begriff „Tausch“ (exchange) behandelt.

## Begriffsursprung
Das ursprüngliche lateinische Wort steht für:
- zurückfließen, hin- und herfließen
- in Wechselwirkung stehen
- zurücksteuern
- rückwärts bewegen
- hin- und herbewegen
- (auf demselben Weg) zurückkehrend
- auf Gegenseitigkeit beruhend (bei einer Geschäftsbeziehung oder Partnerschaft)

## Reziprozität in den Sozialwissenschaften
In den Sozialwissenschaften wird es als ein universelles soziales Prinzip angesehen. Menschen sind voneinander gegenseitig abhängig, Reziprozität gehört sogar zu einer Bedingung des Menschwerdens selbst. Durch Gegenseitigkeit entstehen Beziehungen und gegenseitiges Vertrauen.
Bekannte Studien, die sich mit diesem Phänomen auseinandersetzen, stammen oft aus der Ethnologie. Ein Beispiel ist Malinowskis Untersuchung über den Kularing auf den Trobriand-Inseln. Dabei handelt es sich um den Austausch von Muschelhalsketten und -armbändern, der zu engen Bindungen zwischen den Bewohnern entfernter Inseln führte.
Ein anderer Klassiker ist Marcel Mauss, der über die Gabe als beziehungsstiftendes Element schrieb, aber auch über die Möglichkeit, mittels der Gabe den sozialen Abstand zu manifestieren.
Es lassen sich in den Sozialwissenschaften mindestens vier Reziprozitätsformen unterscheiden:

### Direkte „echte“ Reziprozität
Einfachste Regel ist das „Tit for Tat“. Aus dieser Reziprozitätsform wird auch der Tauschhandel abgeleitet, aus dem der moderne Markt entstanden sein soll. Marcel Mauss hat für den Gabentausch die folgenden Regeln beschrieben, wodurch sich die Beteiligten gegenseitig verpflichten:
a) Es kommt zu einer Eröffnungsgabe.
b) Die Gabe muss angenommen werden (häufig gibt es hierfür Normen).
c) Es muss eine Gegengabe erfolgen.
Während der Partner, der die Eröffnungsgabe machte, auf die Gegengabe wartet, besteht eine Ungewissheitsphase, welche für die Beziehung besonders wichtig ist. In dieser Zeit ist die Beziehung von beiden Seiten durch Erwartungen geprägt.

### Generalisierte Reziprozität
Man unterscheidet Generalisierungen über einen längeren Zeitraum und Generalisierung über ein bestimmtes Merkmal. Während bei der direkten Reziprozität ein Ausgleich für eine Gabe oder eine Handlung im Vordergrund steht, werden einzelne Gaben mit der Zeit vergessen. Ein Beispiel für die Generalisierung über die Zeit sind Generationenbeziehungen. Eltern erbringen für ihre Kinder Pflegeleistungen und materielle Unterstützung. Vielfach wird daher von den Kindern im Falle einer Pflegebedürftigkeit der Eltern erwartet, dass sie die ihnen entgegengebrachten Leistungen „erwidern“.
Merkmale, über die hinweg Generalisierungen stattfinden, können sehr vielfältig sein. Beispielsweise kann es sich um Landsmannschaft, Hautfarbe oder Geschlecht etc. handeln. Generalisiert über ein Merkmal bedeutet, dass für jemanden eine Leistung erbracht wird, ohne dass eine Gegengabe von genau jener Person, der sie zugutekam, erwartet werden könnte. Eine Gegengabe wird möglicherweise zu einem späteren Zeitpunkt von jemand anderem erwartet, der das Merkmal des ursprünglich Empfangenden teilt.

### Reziprozität von Positionen (reziproke Rollenbeziehungen)
Damit ist gemeint, dass im Rollensystem bestimmte Positionen gleichzeitig einen Gegenpart besitzen, ohne den sie nicht bestehen würden. Ein Beispiel hierfür ist der Vater mit seinem Kind. Ohne Kind hätte der Mann nicht die Position des Vaters inne.

### Reziprozität der Perspektive
Reziprozität der Perspektive ist die Möglichkeit, den Standpunkt eines anderen einzunehmen. Sie kann wissenssoziologisch als eine Bedingung des gegenseitigen Verstehens angesehen werden. Diese Idee ist vor allem mit Theodor Litt (1926), Alfred Schütz (1932) und George Herbert Mead (1934) verbunden.
Obwohl Reziprozität eine grundlegende soziale Tatsache ist, wird sie durch zahlreiche Beziehungs- und Gabenormen reguliert und überformt.